# Список умерших в 1381 году

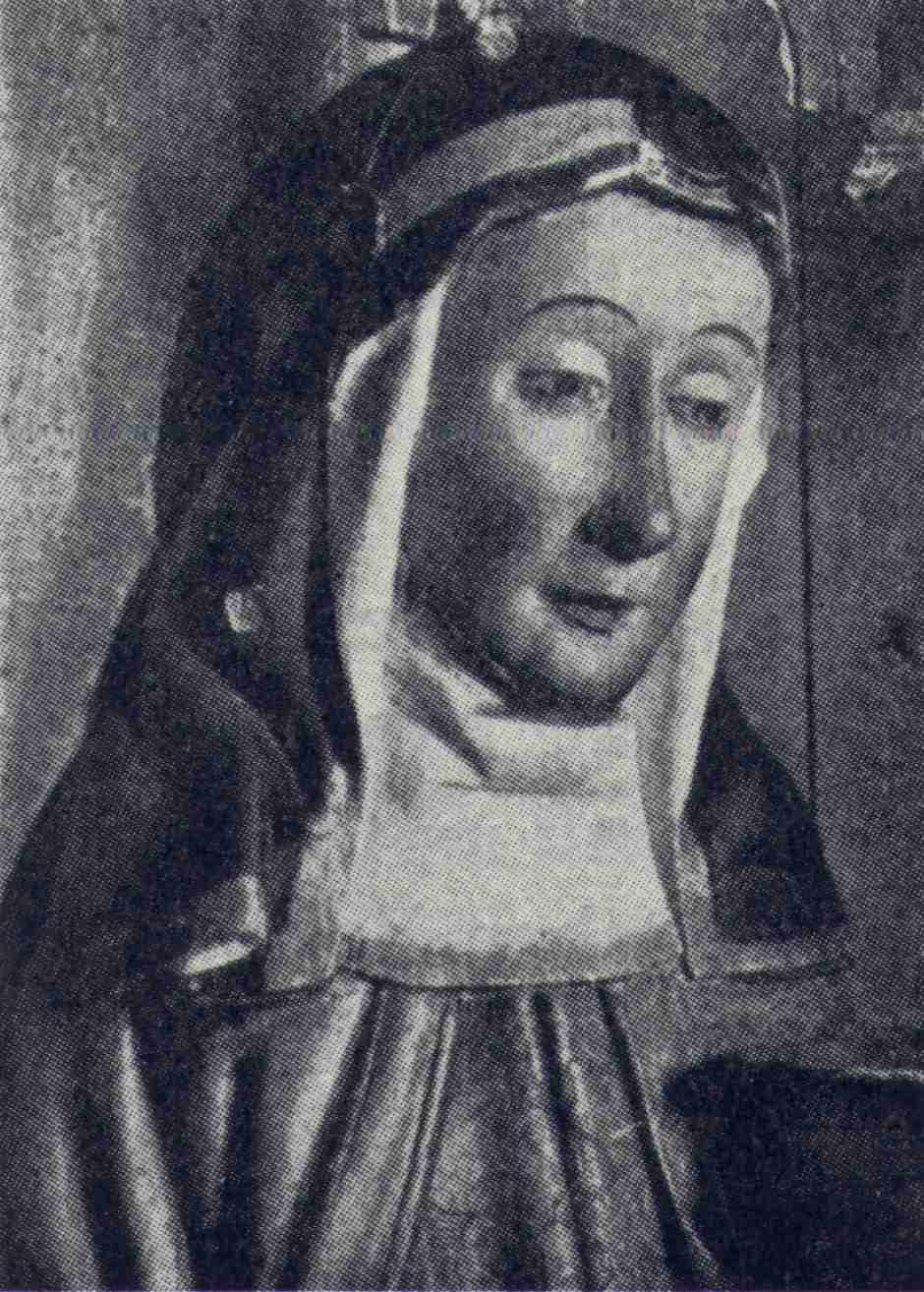
Екатерина Вадстенская

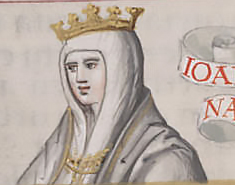
Хуана Мануэль де Вильена

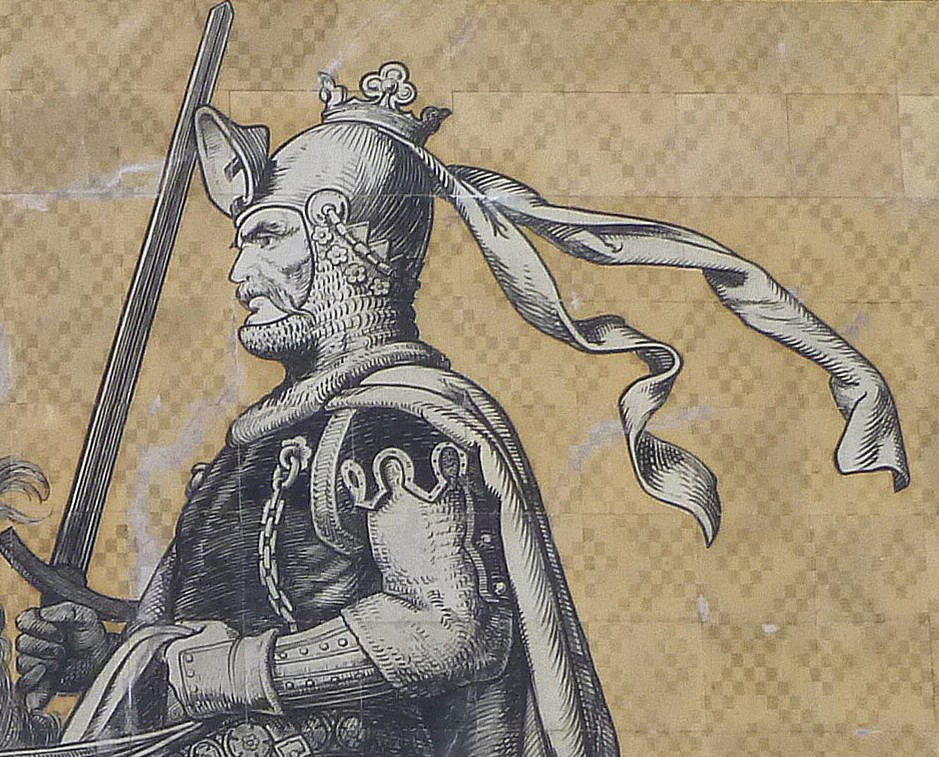
Фридрих III Строгий

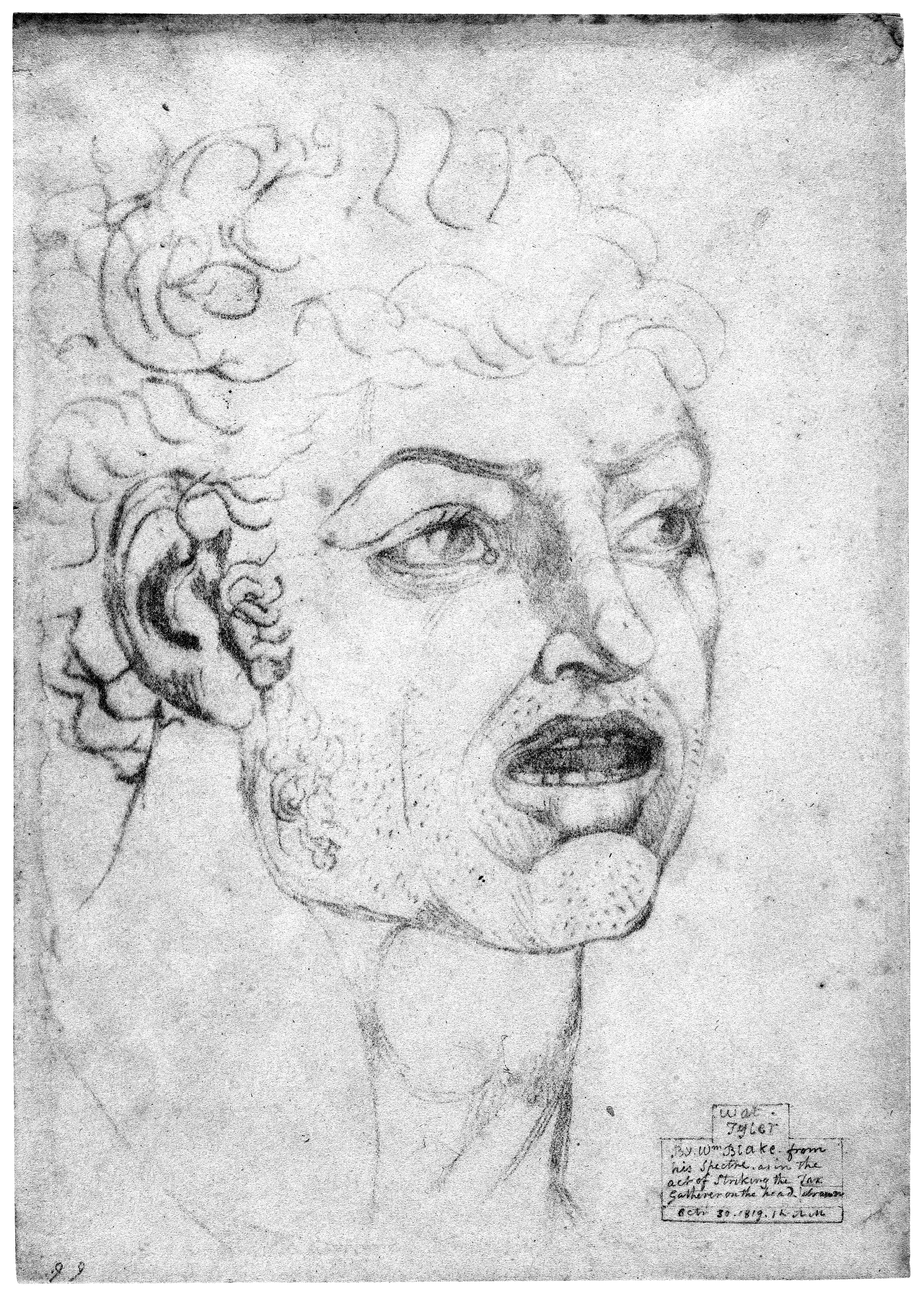
Уот Тайлер

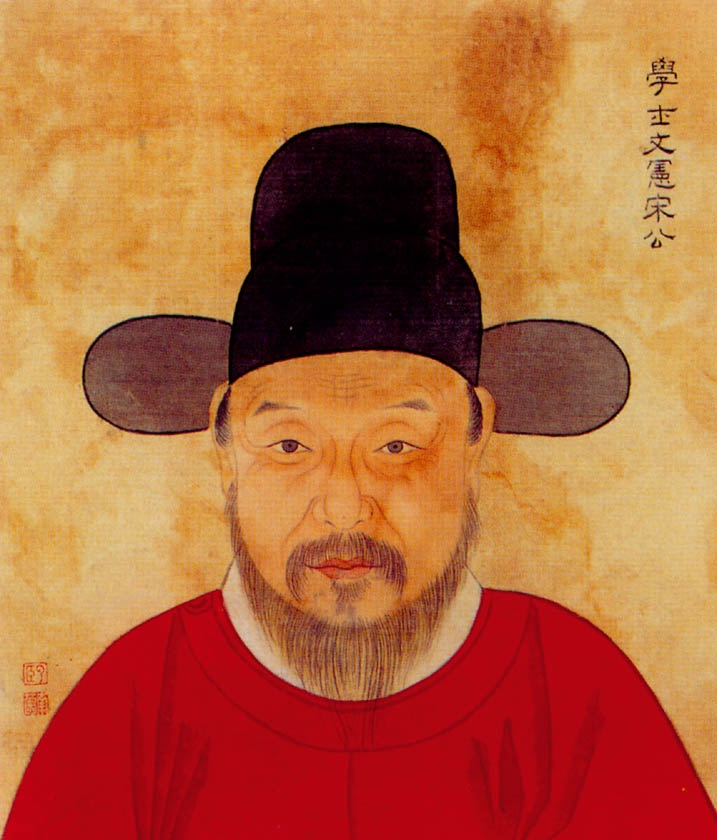
Сун Лянь

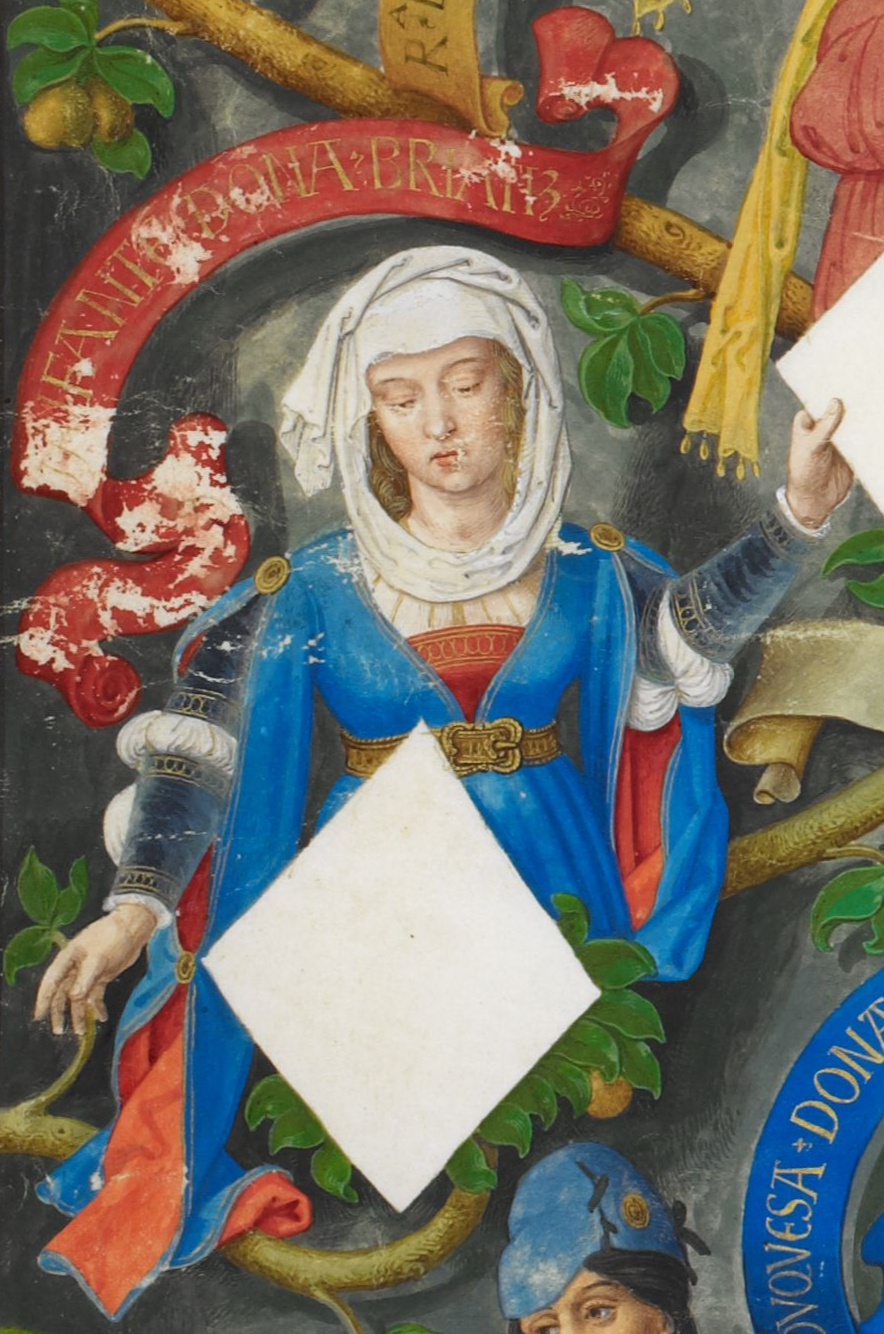
Беатриса

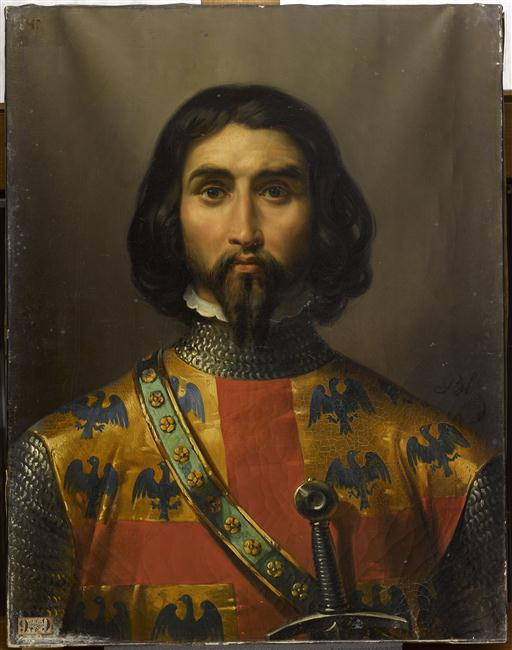
Шарль I де Монморанси

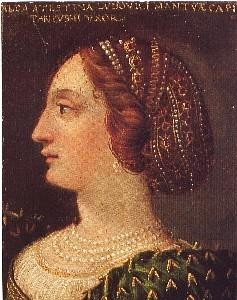
Д’Эсте, Альда

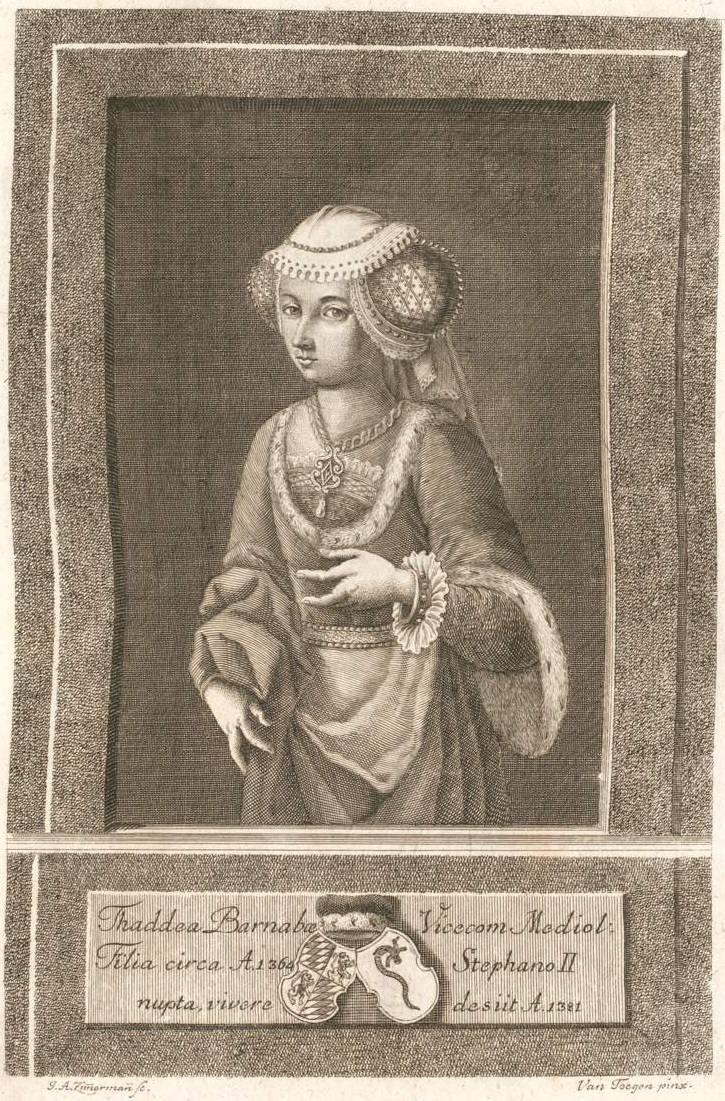
Таддея Висконти

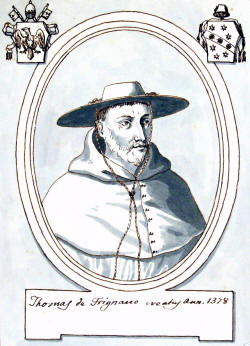
Томмазо да Фриньяно

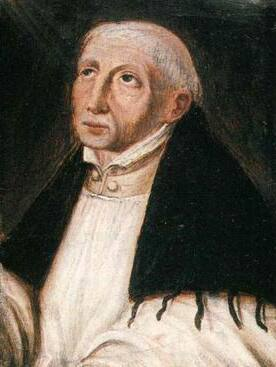
Ян ван Рейсбрук

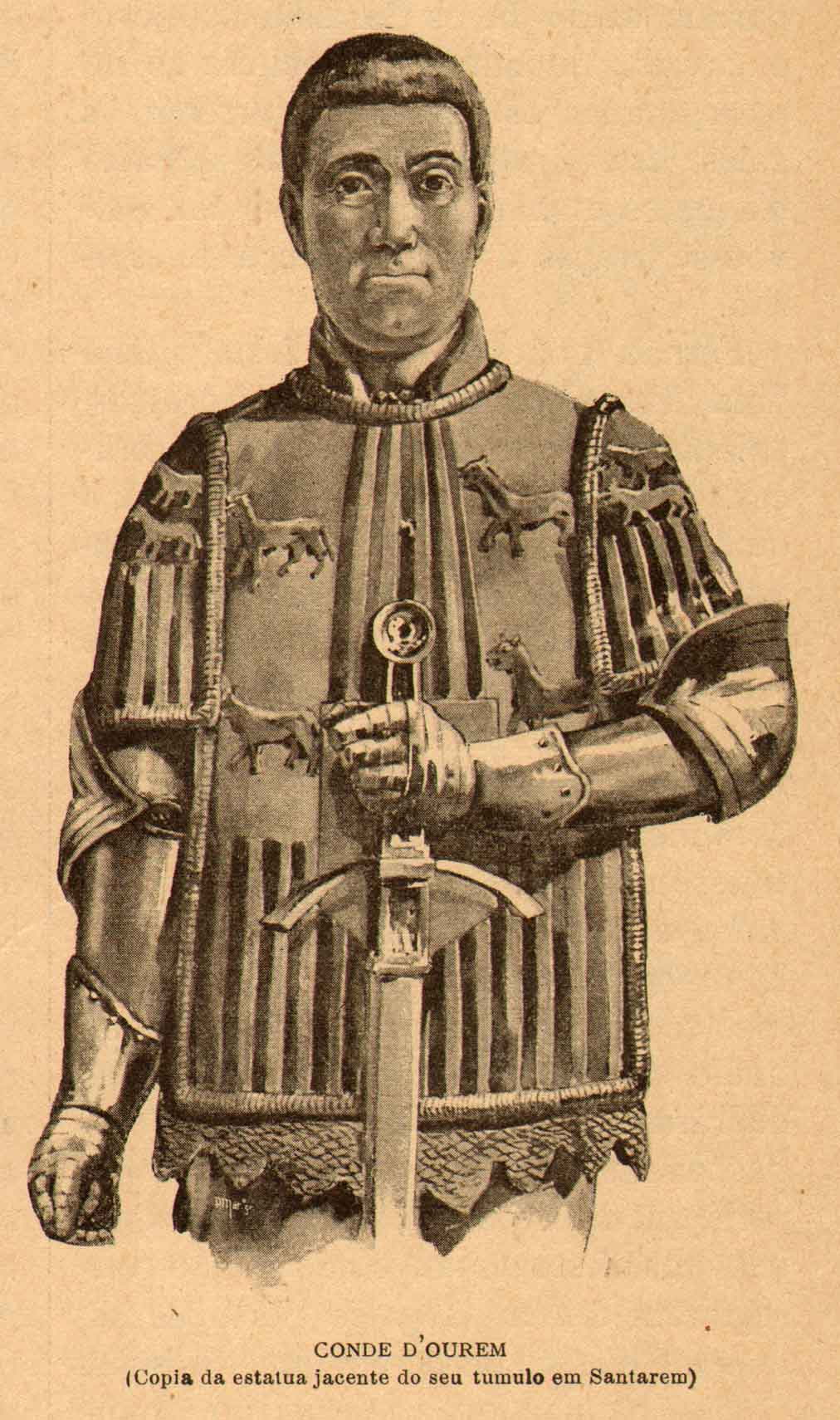
Жуан Афонсу Телу де Менезеш, граф Орен

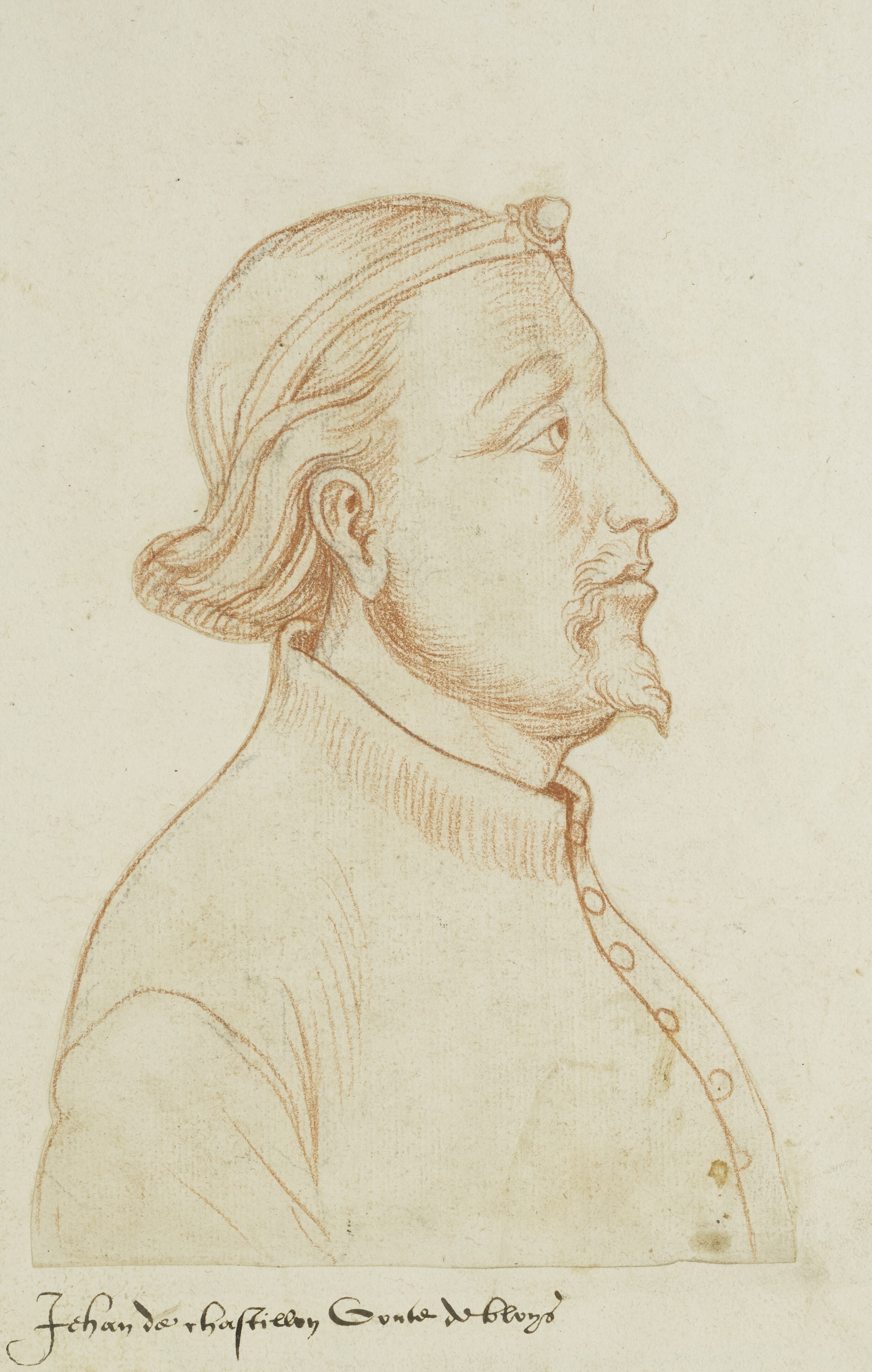
Жан II де Блуа-Шатильон

В этой статье представлен список известных людей, умерших в 1381 году.
См. также: Категория:Умершие в 1381 году

## Январь
- 1 января — Чиа Орделаффи[итал.] — жена сеньора Форли и Чезены Франческо II Орделаффи, героическая защитница Чезары в 1357 году, изображена на гербе Палаццуоло-суль-Сенио
- 3 января — Маркуард I фон Рандек[нем.] — князь-епископ Аугсбурга (1348—1365), патриарх Аквилеи (1365—1381)
- 6 января — Гилберт де Умфравиль — шотландский аристократ, 3-й граф Ангус и 10-й барон Умфравиль (1325—1381), барон Кайм (1338—1381). Участник англо-шотландских войн.
- 10 января — Екатерина Габсбургская[нем.] — дочь герцога Австрии Альбрехта II, аббатиса монастыря Санта-Клара, Вена.
- 12 января — Добеслав Сувка[англ.] — епископ Плоцка (1375—1381)
- 23 января:
  - Фландрин, Пьер[фр.] — французский кардинал-дьякон Сант-Эустакьо (1371—1381);
  - Роттесли, Хью[англ.] — английский рыцарь, член-основатель и 18-й кавалер ордена Подвязки (1348).

## Февраль
- 16 февраля — Найвет, Джон[англ.] — английский юрист и администратор. Лорд главный судья Англии и Уэльса (1365—1372), Лорд-канцлер (1372—1377).

## Март
- 11 марта — Иоганн II де Саарбрюккен-Коммерси[фр.] — граф Саарбрюккена (1342—1381), сеньор Коммерси (1326—1381), последний представитель династии Саарбрюккен-Коммерси, Великий кравчий Франции (1364—1381)
- 24 марта — Екатерина Вадстенская — шведская святая Римско-католической церкви, бригиттинка.
- 27 марта — Хуана Мануэль де Вильена — королева-консорт Кастилии и Леона (1369—1379), супруга графа Энрике де Трастамара, будущего короля Кастилии Энрике II

## Апрель
- 2 апреля — Фелтон, Томас[англ.] — английский землевладелец, военный рыцарь, посланник и администратор, кавалер Ордена Подвязки (1381).
- 4 апреля — Ланфранко де Саливерти[итал.] — епископ Анконы (1348—1349), епископ Бергамо (1349—1381)
- 10 апреля — Пьер I д’Омон — французский аристократ, участник Столетней войны.

## Май
- 1 мая — Томас Даттон (66) — английский рыцарь, 1-й барон Даттон. Участник Столетней войны.
- 8 мая — Хэтфилд, Томас[англ.] — Лорд-хранитель Малой печати (1344—1345), епископ Дарема (1345—1381)
- 13 мая — Жан де Лане[фр.] — один из лидеров восстания в Генте, убит после битвы при Невеле
- 15 мая — Еппелейн фон Галлинген — немецкий раубриттер; казнён (четвертован).
- 21 мая — Фридрих III Строгий (48) — маркграф Мейсена и ландграф Тюрингии (1349—1381).
- 28 мая — Уильям Латимер — английский аристократ, 4-й барон Латимер из Корбис (1335—1381), кавалер ордена Подвязки (1361). Участвовал в Столетней войне. Объект первого в истории импичмента.

## Июнь
- 6 июня — Мельхиор Брауншвейг-Грубенхагенский[нем.] — епископ Оснабрюка (1369—1375), епископ Шверина (1376—1381)
- 8 июня — Гийом I де Краон — виконт Шатодена (1340—1381), сеньор де Ла Ферте-Бернар и де Марсильяк. Камергер королей Филиппа VI и Иоанна II.
- 14 июня:
  - Ричард Лайонс[англ.] — английский купец, финансист и застройщик; мошенник и вымогатель; убит (обезглавлен) Уотом Тайлером во время восстания Уота Тайлера;
  - Саймон Садбери — епископ Лондона (1361—1375), архиепископ Кентерберийский (1375—1381); убит восставшими крестьянами во время восстания Уота Тайлера;
  - Роберт Хейлз[англ.] — лорд Великий приор ордена госпитальеров в Англии (с 1372), лорд-казначей (1381), адмирал Запада (1376—1377); убит восставшими крестьянами во время восстания Уота Тайлера.
- 15 июня:
  - Кавендиш, Джон[англ.] — английский юрист, лорд главный судья Англии и Уэльса (с 1372), убит повстанцами во время восстания Уота Тайлера;
  - Уот Тайлер — английский мятежник; предводитель крупнейшего в средневековой Англии крестьянского восстания (1381); убит приближёнными короля Ричарда II.
- 16 июня — Земовит III — князь варшавский (1341—1349, 1355—1373/1374), черский (1341—1373/1374), равский (1345—1381), плоцкий (1370—1381) и визненский (1370—1381)
- 20 июня — Сун Лянь (70) — китайский литератор и неоконфуцианский учёный эпохи конца империи Юань и начала империи Мин. Составитель Юань-ши. Советник императора и крупный государственный деятель ранней Мин. Член академии Ханьлиня.
- 27 июня — Кастильонкьо, Лапо да[итал.] — итальянский юрист и писатель, корреспондент и друг Петрарки
- Листер, Джеффри[нем.] — один из лидеров крестьянского восстания в Англии в 1381 году в восточноанглийском Норфолке; казнён (повешен)
- Джек Строу — один из лидеров крестьянского восстания в Англии в 1381 году (наряду с Уотом Тайлером и Джоном Боллом); казнён без суда.

## Июль
- 4 июля — Бейкер, Томас[англ.] — английский землевладелец, один из лидеров крестьянского восстания в Англии в 1381 году; казнён через повешение, потрошение и четвертование
- 5 июля — Беатриса — дочь короля Португалии Педру I и Инес де Кастро, графиня-консорт Альбуркерке (1373—1374), жена Санчо Альфонсо
- 12 июля — Бартоломео II делла Скала — подеста Вероны совместно с братом Антонио делла Скала (1375—1381); убит.
- 15 июля — Джон Болл — английский священник-лоллард, проповедник социального равенства, участник восстания Уота Тайлера; казнён (четвертован).
- 18 июля — Готье IV д’Энгиен — титулярный герцог Афин, граф Бриенн и сеньор Энгиен (1364—1381), маршал графа Фландрии Людовика I; погиб в бою против горожан Гента.
- 21 июля — Конрад VI фон Хаймберг[нем.] — епископ Регенсбурга (1368—1381)

## Август
- 5 августа — Леопольд фон Штурмберг[нем.] — князь-епископ Фрайзинга (1378—1381); упал с моста и утонул.
- 7 августа — Элеазарио да Сабрано[итал.] — епископ Кьети (1373—1378), кардинал-священник Санта-Бальбина (1378—1381), Великий пенитенциарий (1378—1381)
- 25 августа — Джованни III — маркграф Монферратский (1378—1381); погиб в битве под Неаполем.
- 27 августа — Симон да Борсано[итал.] — архиепископ Милана (1371—1375), кардинал Санти-Джованни-э-Паоло (1375—1381).
- Роже Бернар II де Фуа-Кастельбон — виконт де Кастельбон и де Сердань (1350—1381)

## Сентябрь
- 11 сентября:
  - Алмарик Сент Аманд 2. Барон Сент Аманд[нем.] — барон Сент Аманд (1335—1381), главный юстициарий Ирландии (1357—1359);
  - Шарль I де Монморанси — сеньор де Монморанси, д’Экуан, д’Аржантан, де Данвиль, де Берневаль, де Шомон-ан-Вексен, де Витри-ан-Бри, французский военачальник, маршал Франции (1344—1347).
- 26 сентября — Альда Д’Эсте (48) — итальянская аристократка из дома д’Эсте, дочь маркиза Феррары Обиццо III д’Эсте, жена народного капитана и сеньора Мантуи Лудовико II Гонзага (с 1356).
- 28 сентября — Таддея Висконти (30) — дочь господина Милана Бернабо Висконти, герцогиня-консорт Баварии (1375—1381)

## Октябрь
- 15 октября — Уильям Дейнкур (23) — английский аристократ, 2-й барон Дейнкур второй креации (1364 —1381).
- 16 октября — Витего II Хильдбранди[нем.] — епископ Вюрцбурга (1372), епископ Наумбурга (1372—1381).
- 30 октября — Альдобрандино д’Эсте[итал.] — епископ Адрии (1348—1353), епископ Модены (1353—1377/1378), епископ Феррары (1377/1478—1381), блаженный католической церкви

## Ноябрь
- 2 ноября — Алан Баксхалл — английский дворянин, участник Столетней войны, рыцарь Ордена Подвязки (1372).
- 4 ноября — Педро I — инфант Арагона, сын Хайме II, граф Рибагорсы (1322—1381), граф Ампурьяс (1325—1341), граф де Прадес (1341—1358).
- 5 ноября — Ян из Буска — польский государственный деятель, королевский секретарь (с 1347), первый подканцлер коронный (1360—1364).
- 19 ноября — Томмазо да Фриньяно — итальянский куриальный кардинал, Патриарх Градо (1372—1381), Декан Священной Коллегии Кардиналов (1378—1381), кардинал-священник с титулом церкви Санти-Нерео-эд-Акиллео (1378), кардинал-епископ Фраскати (1378—1381).

## Декабрь
- 2 декабря — Ян ван Рёйсбрук — фламандский мистик, один из зачинателей нидерландской литературы, блаженный католической церкви.
- 27 декабря — Эдмунд Мортимер (29) — 3-й граф Марч, 5-й барон Мортимер из Вигмора и 4-й барон Женевиль (1360—1381), граф Ольстер и лорд Клер (по праву жены) (1368—1381), лорд-маршал Англии (1369—1381), наместник Ирландии (1379—1381).
- Жуан Афонсу Телу де Менезеш, граф Орен — 1-й Граф Оренa, 1-й Граф Виана-ду-Алентежу, 4-й граф де Барселуш — португальский военный и политический деятель XIV века, занимая должность главного знаменосца Португалии был вторым лицом после короля.

## Дата неизвестна или требует уточнения
- Абсади[англ.] — святой Эритрейской православной церкви; убит
- Бернардо де Беарне — первый граф Мединасели
- Вацлав I Опавский — князь Ратиборско-опавский (1365—1377), князь Опавский (1377—1381).
- Войдило — советник и зять великого князя литовского Ягайло, староста лидский (1373—1381); казнён (повешен) Кейстутом.
- Гриндекоббе, Уильям[англ.] — один из руководителей крестьянского восстания Уота Тайлера; казнён
- Джованни Заккеи[итал.] — епископ Л’Акуилы (1377—1381)
- Жан де Льеж[фр.] (51) — фламандский и французский скульптор
- Жан II де Блуа-Шатильон — граф Блуа и Дюнуа (1372—1381), герцог Гелдерна (на правах жены) (1372—1379).
- Жуа́н Афо́нсу Те́лу де Мене́зеш, португальский военный и политический деятель.
- Иоанна (Саарбрюккен)[нем.] — графиня Саарбрюккена (1381)
- Кубад, Адуд аль-Даула[англ.] — падуспанидский правитель (устандар) Рустамдара (1379—1381); убит в битве.
- Престон, Джон[англ.] — арендаторо аббатства Сент-Осит; казнен за участие в крестьянском восстании
- Томас Стаббс — английский хронист и богослов из Дарема, монах-доминиканец, один из авторов «Хроники Йоркских архиепископов».
- Тагайшах — старшая дочь Тамерлана от его жены Турмуш-ага
- Таленти, Симоне[итал.] — итальянский скульптор и архитектор
- Хуан де Уртубиа — наваррский «королевский оруженосец» (escudero del Rey), воевавший на территории материковой Греции и прилегающих островов на стороне франкских государств в конце XIV века
- Хулиа, Андреу[исп.] — испанский архитектор
- Чини, Якопо[итал.] — епископ Термоли (1379—1381), итальянский теолог.